# Aluminij
Aluminij Industries d.o.o. – bośniackie przedsiębiorstwo przemysłowe specjalizujące się w produkcji aluminium.
Początki przedsiębiorstwa sięgają 1945 roku, w którym w Mostarze uruchomiono kopalnię boksytu. Kopalnia została w 1969 roku połączona ze spółką Energoinvest z Sarajewa. W 1977 roku do tego podmiotu dołączono utworzoną dwa lata wcześniej wytwórnię aluminium tworząc przedsiębiorstwo o nazwie Aluminij Mostar. W 1990 roku Enrgoinvest został oddzielony od spółki, która zachowała nazwę Aluminij. Zniszczenia podczas wojny w Bośni i Hercegowinie spowodowały zatrzymanie produkcji w 1992 roku. Działalność zakładu wznowiono w 1997 roku.
Zdolności produkcyjne spółki wynosiły 160 tys. ton aluminium rocznie. Była ona jednym z głównych eksporterów Bośni i Hercegowiny. Głównymi udziałowcami spółki był rząd Federacji Bośni i Hercegowiny (44% akcji) i rząd Chorwacji (12%), reszta akcji była rozproszona pomiędzy drobnych inwestorów. Na początku XXI wieku zaczęła ona popadać w kłopoty finansowe, wynikające z wysokich cen energii i niskich cen aluminium.
W 2019 roku zadłużenie huty wyniosło 380 mln marek (ok. 218 mln $), z czego 280 mln marek wynosił dług w stosunku do lokalnego przedsiębiorstwa energetycznego Elektroprivreda HZ HB. Rząd Bośni i Hercegowiny poszukując inwestora strategicznego prowadził rozmowy m.in. z koncernami Glencore i Emirates Global Aluminium. W marcu 2020 ogłoszono, że rząd zaakceptuje ofertę dzierżawy złożoną przez konsorcjum chińskich i izraelskich spółek (M.T Abraham Group, China Machinery Engineering Corporation (CMEC) oraz China Non-Ferrous Metal Industry’s Foreign Engineering & Construction).